# 許祥光
許祥光，廣東潮州府澄海縣人，出生於广东番禺（今廣州市越秀區），清朝政治人物、进士出身。
廣州第一大盐商、潮州人許拜庭的長子許祥光，嘉庆廿四年（1819）中举人，道光十二年（1832）中壬辰恩科進士，歷任廣西按察使、布政使。第一次鸦片战争后因母丧回故居，經理投效局。道光廿九年（1849），他率族人在高第街建起許拜庭大夫家庙，又建大宅，从此那一带便名为“许地”。道光廿九年四月，香港縂督兼英軍司令文翰重申洋人入廣州城的要求。虽遭清粤當局拒绝，而英軍艦仍闖進珠江，欲强行入城。見此情势，許祥光聯合廣州愛國士绅，自己带頭捐献白銀6萬両，號召城内外居民組織團練备戰。還以粤绅名義正式致函文翰，陳説利害，點破了英軍的恫吓。最后文翰无计可施，不得已在洋行門前貼布告：“严禁英人入城”。許祥光抗夷有功，后被官府嘉奖赐爵三品顶戴，粤省士民曾赠匾以颂其愛國御敵之德。
咸丰二年十二月三十（1853年2月7日），由广西桂平梧郁道道员升任廣西按察使。咸丰四年（1854日），八月罢。
他的7个兒子皆中举人，其中許應鑅歷任臨江知府、江蘇按察使、浙江布政使等职，被百姓誉为“許青天”。許氏家族在清代還出了任至工部、禮部尚書的許應骙，为政清廉、積極支持戊戌變法的許應锵，任駐美国舊金山縂领事的許炳榛等政界知名人物。